# أوتو ديكل
أوتو ديكل (بالألمانية: Otto Dickel)‏ هو تربوي ألماني، ولد في 5 يونيو 1880 في دارمشتات في ألمانيا، وتوفي في 15 يونيو 1944 في Sonnenbühl ‏ في ألمانيا.